# Liste der reichsten Brasilianer
Die reichsten Brasilianer sind nach Angaben des US-amerikanischen Magazins Forbes (Stand: Dezember 2024):
| Rang | Name                          | Wert in US-Dollar | Herkunft des Vermögens                 |
| ---- | ----------------------------- | ----------------- | -------------------------------------- |
| 1    | Eduardo Saverin               | 33,9 Milliarden   | Facebook                               |
| 2    | Safra-Familie                 | 18,0 Milliarden   | Grupo Safra                            |
| 3    | Jorge Paulo Lemann            | 14,5 Milliarden   | Anheuser-Busch InBev, Lojas Americanas |
| 4    | Marcel Herrmann Telles        | 9,8 Milliarden    | Anheuser-Busch InBev, Lojas Americanas |
| 5    | Carlos Alberto Sicupira       | 7,9 Milliarden    | Anheuser-Busch InBev, Lojas Americanas |
| 6    | Fernando Moreira Salles       | 6,2 Milliarden    | Itaú Unibanco                          |
| 7    | Pedro Moreira Salles          | 5,8 Milliarden    | Itaú Unibanco                          |
| 8    | André Esteves                 | 4,8 Milliarden    | BTG Pactual (Bank)                     |
| 9    | Miguel Krigsner               | 4,7 Milliarden    | Grupo Boticario (Kosmetik)             |
| 10   | Walther Moreira Salles Junior | 4,3 Milliarden    | Itaú Unibanco                          |
| 10   | Joao Moreira Salles           | 4,3 Milliarden    | Itaú Unibanco                          |
| 10   | Wesley Batista                | 4,3 Milliarden    | JBS S. A.                              |
| 10   | Joesley Batista               | 4,3 Milliarden    | JBS S. A.                              |
| 14   | Jorge Moll Filho              | 4,1 Milliarden    | Rede D'Or (Gesundheitswesen)           |
| 15   | Jose Joao Abdalla Filho       | 3,1 Milliarden    | Banco Classico (Bank)                  |